# Ercilla
Ercilla est une commune du Chili de la Province de Malleco, elle-même située dans la Région de l'Araucanie.

## Géographie

### Situation
Le territoire de la commune d'Ercilla se trouve dans la vallée centrale du Chili à l'orée de la Cordillère de la Côte. La commune est située à 536 km à vol d'oiseau au sud de la capitale Santiago et à 78 km au nord de Temuco capitale de la Région de l'Araucanie et à 40 km au sud-est de Angol capitale de la provision de la province de Malleco.

### Démographie
En 2012, la population de la commune s'élevait à 8 490 habitants. La superficie de la commune est de 500 km2 (densité de 17 hab./km2),.

## Histoire
Avant la colonisation, l'endroit se nommait « Cerro Nilontraro ». Lors de l'Occupation de l'Araucanie, des colons ont commencé à s'installer sur le territoire de la commune. En 1885 la principale agglomération a été créée et baptisée Ercilla en l'honneur du soldat poète Alonso de Ercilla (1333-1594) qui avait combattu les Mapuches et écrit un long poème intitulé La Araucana célébrant leur courage.

## Économie
Les principaux secteurs économiques sont l'agriculture et l'exploitation forestière. L'importance de cette dernière a cru ces dernières années.

Position de Ercilla (en rouge) au sein de la Région de l'Araucanie.